# Orchestre symphonique de la radio slovaque
L'Orchestre symphonique de la radio slovaque,  connu aussi internationalement sous le nom de Slovak Radio Symphony Orchestra, est un orchestre symphonique slovaque fondé en 1929, dépendant de la Radio et télévision slovaque et basé à Bratislava.

## Historique
Fondé en 1929, l'orchestre est le plus ancien ensemble symphonique professionnel de Slovaquie,.
Depuis 2019, le directeur musical de l'orchestre symphonique de la radio slovaque est Ondrej Lenárd (en).

## Chefs permanents
Comme chefs permanents, se sont succédé à la tête de la formation :
- František Dyk (1929-1939)
- Kornel Schimpl (1939)
- František Babušek (1942-1943)
- Krešimir Baranović (en) (1943-1946)
- Ľudovít Rajter (1946-1949)
- Richard Týnský (1949-1955)
- Ladislav Slovák (1955-1961)
- Václav Jiráček (1961-1962)
- Otakar Trhlík (1962-1968)
- Ľudovít Rajter (1968-1977)
- Ondrej Lenárd (en) (1977-1990)
- Adrian Leaper (en) (1990-1991)
- Bystrík Režucha (en) (1991-1992)
- Róbert Stankovský (1992-2001)
- Charles Olivieri-Munroe (2001-2004)
- Oliver von Dohnányi (2006-2007)
- Mario Kosik (2007-?)
- Peter Valentovič

## Créations
L'orchestre a créé des œuvres de Ján Cikker, Alexander Moyzes et Eugen Suchoň.